# Beta-carotene
Il β-carotene, o beta-carotene, è un composto organico del gruppo dei caroteni, provitamine terpeniche (isoprenoidi), sintetizzati biochimicamente da otto unità di isoprene e quindi aventi 40 atomi di carbonio. 
Tra i caroteni, il β-carotene si distingue per avere un anello cicloesenico in entrambe le estremità della molecola ed è bio-sintetizzato a partire dal geranilgeranil pirofosfato. È privo di gruppi funzionali nonché molto lipofilo. 
Il β-carotene è la forma più comune di carotene nelle piante, è un pigmento organico rosso-arancio abbondante nei frutti e, se usato come colorante alimentare, ha il numero E 160a.